# (1382) Gerti
(1382) Gerti – planetoida z pasa głównego asteroid okrążająca Słońce w ciągu 3 lat i 113 dni w średniej odległości 2,22 au. Została odkryta 21 stycznia 1925 roku w Landessternwarte Heidelberg-Königstuhl w Heidelbergu przez Karla Reinmutha. Nazwa planetoidy pochodzi od Gertrudy Höhne, sekretarki w Astronomisches Rechen-Institut w Berlinie. Przed nadaniem nazwy planetoida nosiła oznaczenie tymczasowe (1382) 1925 BB.